# Engelbert L’Hoëst

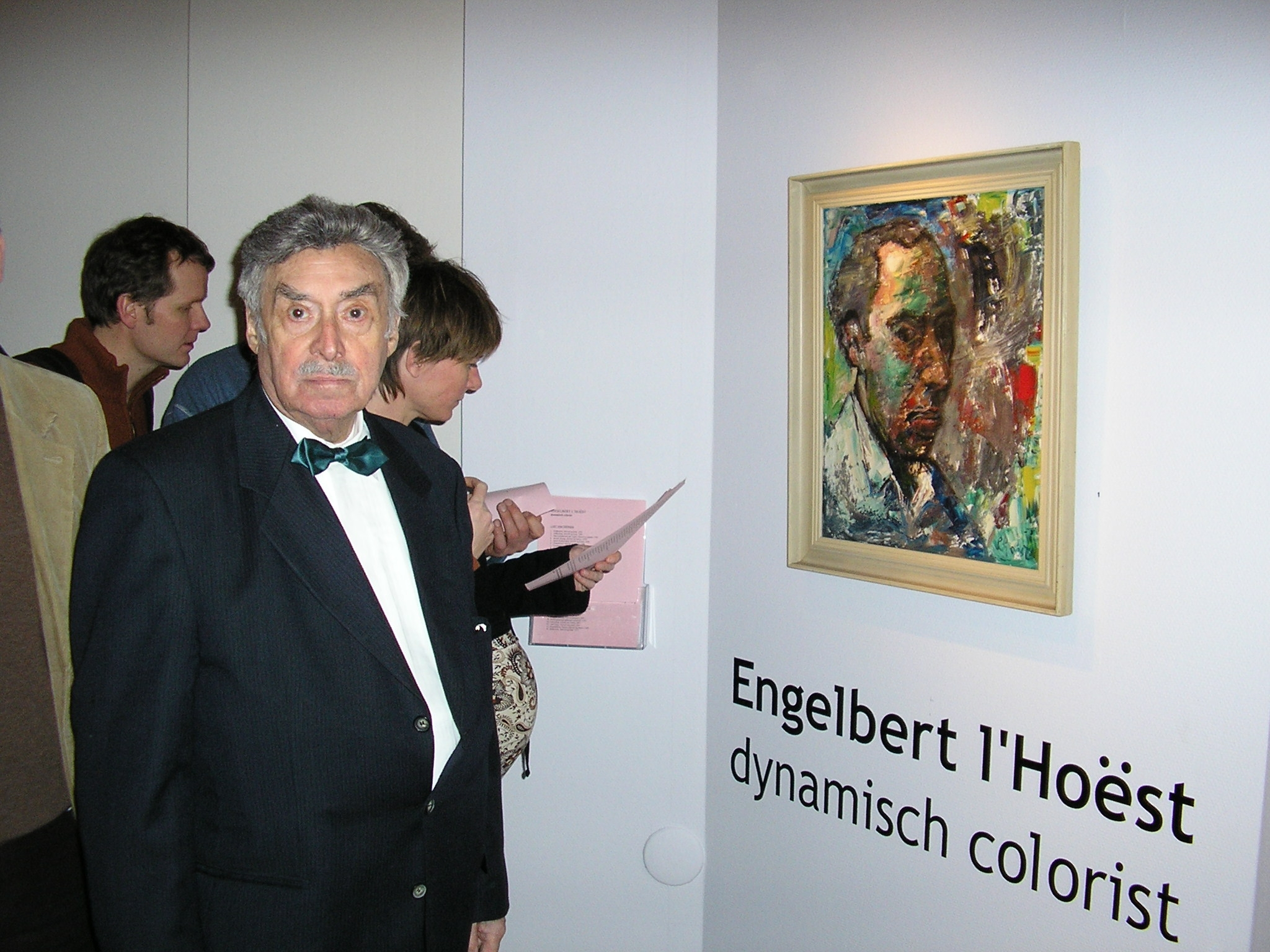
Engelbert L’Hoëst

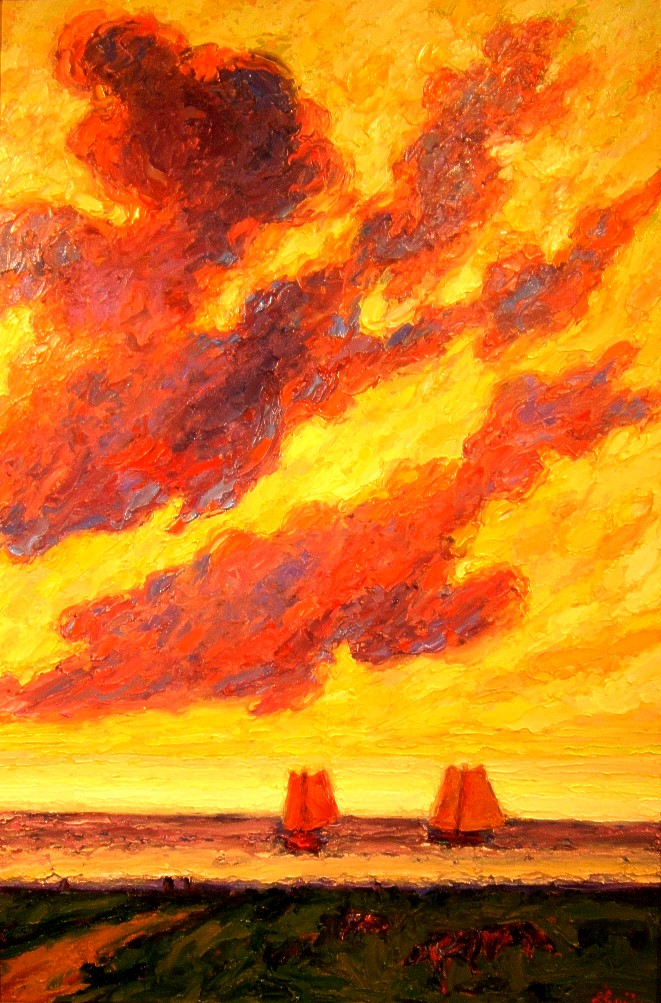
Werk van L’Hoëst

Engelbert L’Hoëst (* 15. September 1919 in Amersfoort, Niederlande; † 9. Dezember 2008 in Soesterberg, Niederlande) war ein niederländischer Maler.

## Leben und Werk
L’Hoëst wuchs bei Pflegeeltern auf, zuerst in Amersfoort und dann auf einem Bauernhof in Holten nahe der niederländisch-münsterländischen Grenze. Schon in der Schule zeigte er Talent im Zeichnen.
Mit 15 lernte er den Amsterdamer Maler A. C. Sleeswijk kennen, in dessen Haus er für viele Jahre seine Heimat fand. Sleeswijk wurde sein Lehrmeister. Vincent van Goghs Schwester E. H. Duquesne van Gogh war eng mit Sleeswijk befreundet und so kam Engelbert L’Hoëst in engen Kontakt mit der Welt von Vincent van Gogh – einem seiner großen Vorbilder, aber auch Auguste Renoir, Claude Monet und Karel Appel spielten in seinem Leben eine wichtige Rolle.
Er stellte bereits in jungen Jahren in den Salons von Paris aus.
Langjährige Studienaufenthalte führten ihn nach Frankreich, Spanien und Portugal. Ausstellungen in Frankreich, Belgien, den Niederlanden und Deutschland.
Seine bisher umfangreichsten Retrospektiven fanden 1989 im Singer Museum des Künstlerdorfes Laren (Noord-Holland) und 2011 im Museum Flehite seiner Geburtsstadt Amersfoort statt.
In seinen Werken erkennt man unterschiedliche Schaffensphasen. Den geheimnisvoll stillen Unterwasserlandschaften der 1940er Jahre folgen in den 1950er Jahren mit Sandzumengungen gemalte – lange Zeit von der Kritik als "unholländisch" abgelehnte – leuchtende Polderlandschaften mit ihren beunruhigend farbsatten Wolkenformationen, die sich bruchstückhaft in den Wasserflächen spiegeln. In den 1960er Jahren entwickelte er im Mondlicht phosphoreszierend-flirrende Seestücke (Portugal) und aufgewühlte, glühende provenzalische Landschaften. Die 1980er Jahre sind dominiert von traumatisch-apokalyptischen Bildern. Bezeichnend für ihn ist die Aussage, dass er keinen Stil kenne, da jeder Moment des Lebens anders sei. Er arbeitete in Öl, Acryl, Tempera und Aquarell.
Bilder von Engelbert L’Hoëst befinden sich in privaten und öffentlichen Sammlungen in Nordamerika, England, den Niederlanden, Belgien, Frankreich, Spanien, Portugal und Deutschland.